# Charles Francis Adams III

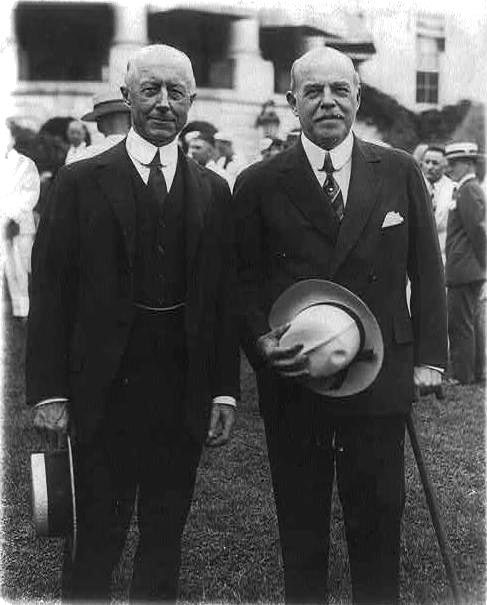
Charles Francis Adams (links) mit Nicholas Longworth, dem Sprecher des Repräsentantenhauses.

Charles Francis Adams III (* 2. August 1866 in Quincy, Massachusetts; † 10. Juni 1954 in Boston, Massachusetts) war ein US-amerikanischer Politiker (Republikanische Partei), der dem Kabinett von Präsident Herbert Hoover als Marineminister angehörte.

## Leben
Adams entstammte der traditionsreichen Adams-Familie. Sein Ururgroßvater war John Adams, der zweite Präsident der Vereinigten Staaten, sein Urgroßvater John Quincy Adams war der sechste Inhaber dieses Amtes. Er war ferner der Ururenkel von Benjamin Williams Crowninshield, dem Marineminister unter den Präsidenten Madison und Monroe, der Enkel des Kongressabgeordneten Charles Francis Adams senior und der Neffe (nicht, wie oft behauptet, der Sohn) von General Charles Francis Adams junior.
Er graduierte 1888 cum laude am Harvard College und vier Jahre später an der dortigen Law School. Danach arbeitete er zunächst als Rechtsanwalt, später wurde er Geschäftsmann. 1899 heiratete er Frances Lovering, die Tochter des Kongressabgeordneten William C. Lovering. Ihr Sohn Charles wurde der erste Präsident der Raytheon Company.
Adams’ Leidenschaft gehörte dem Segeln. 1920 nahm er als Skipper der Yacht Resolute am America’s Cup teil und trug den Sieg davon; 1932 wurde er in die America’s Cup Hall of Fame aufgenommen.

## Politik
Sein erstes politisches Amt hatte Adams von 1896 bis 1897 als Bürgermeister seiner Heimatstadt Quincy inne. 1917 war er Delegierter zum Verfassungskonvent von Massachusetts.
1929 trat er als Secretary of the Navy in das Kabinett Hoover ein. Während seiner vierjährigen Amtszeit bemühte er sich, in der Öffentlichkeit die wichtige Rolle der US Navy im internationalen politischen Geschehen zu betonen. Ferner lag sein Hauptaugenmerk darauf, während der Weltwirtschaftskrise die Stärke und Effizienz der Navy aufrechtzuerhalten. Bei der Marinekonferenz des Jahres 1930 in London gelang es ihm in den Verhandlungen mit den britischen Vertretern, das Prinzip der gleichmäßigen Stärke beider Marineverbände beizubehalten.

## Würdigung
1932 wurde Adams in die American Academy of Arts and Sciences gewählt.
Zu Ehren von Adams, der 1954 verstarb und in Quincy neben seinem Vater und seinem Großvater beigesetzt wurde, wurde die Charles Francis Adams Memorial Trophy für Segelsportler gestiftet. Die Marine benannte mit dem Typschiff Charles F. Adams eine Klasse von Zerstörern nach dem ehemaligen Minister.